# Gen.G
Gen.G는 대한민국의 종합 프로게임단으로 오버워치 리그의 프랜차이즈 서울 다이너스티를 시작으로 총 7가지 종목의 팀을 운영하고 있다.

## 개요
Gen.G는 현재 오버워치, 리그 오브 레전드, 배틀그라운드, 포트나이트, 카운터 스트라이크: 글로벌 오펜시브, NBA 2K 등 여러 종목에서 팀을 운영중이다. 반면 히어로즈 오브 더 스톰팀은 리그 폐지와 함께 2018년 12월 21일 해체되었고 콜 오브 듀티, APEX 레전드, 클래시 로얄팀도 잇따라 해체를 선언했다.

## 연혁

### 히어로즈 오브 더 스톰
- 2015년 : KSV eSports 창단
- 2018년 5월 4일 : Gen.G로 팀명 변경
- 2018년 12월 21일 : 해체

### 오버워치

#### 서울 다이너스티
- 2017년 8월 22일 : 서울 다이너스티 창단 (프랜차이즈)
- 2019년 11월 28일 : 류제홍 영구 결번 지정
- 2020년 11월 27일 : 토비 영구 결번 지정

#### Gen.G (오버워치)
- 2018년 11월 2일 : Gen.G 창단 (아카데미)
- 2022년 5월 25일 : 해체

### 오버워치

#### 서울 다이너스티
- 오버워치 리그 출범 시즌 8위 (태평양 디비전 3위)
- 오버워치 리그 2019 시즌 8강 플레이오프

#### Gen.G (오버워치)
- 2018년 오버워치 컨텐더스 코리아 시즌 3 10위
- 2019년 오버워치 컨텐더스 코리아 시즌 1 4강
- 2019년 오버워치 컨텐더스 코리아 시즌 2 4강
- 2019년 오버워치 컨텐더스 건틀릿 4위
- 2020년 오버워치 컨텐더스 코리아 시즌 1 6강 조별리그

### 리그 오브 레전드
- 2022 리그 오브 레전드 챔피언스 코리아 서머 우승

### 배틀그라운드

#### Gen.G GOLD
- 2017-2018 아프리카TV PUBG 리그 파일럿 (APL) 시즌 스플릿 2 10위
- 2017-2018 아프리카TV PUBG 리그 파일럿 (APL) 시즌 스플릿 3 5위
- 2017-2018 아프리카TV PUBG 리그 파일럿 (APL) 시즌 파이널 20위
- 2018 아프리카TV PUBG 리그 (APL) 시즌 1 36강 5위
- 2018 아프리카TV PUBG 리그 (APL) 시즌 1 준우승
- 2018 PUBG Survival Series (PSS) 시즌 1 18위
- 2018 PUBG Warfare Masters Pro Tour (PWM) 준우승
- Battle on 11th Street PUBG A TOUR 우승
- 2018 아프리카TV PUBG 리그 시즌 2 (APL) 우승
- 2018 HOT6 PUBG Survival Series Season 2 Pro Tour 준우승
- PUBG 코리아 리그 2018 시즌 1 우승 (통합포인트 1위)
- PUBG Global Invitational 2018 TPP 우승
- PUBG Global Invitational 2018 FPP 9위

#### Gen.G BLACK
- 2017-2018 아프리카TV PUBG 리그 (APL) 파일럿 시즌 스플릿 1 우승
- 2017-2018 아프리카TV PUBG 리그 (APL) 파일럿 시즌 스플릿 2 우승
- 2017-2018 아프리카TV PUBG 리그 (APL) 파일럿 시즌 스플릿 3 준우승
- 2017-2018 아프리카TV PUBG 리그 (APL) 파일럿 시즌 파이널 우승
- 2018 PUBG Survival Series (PSS) 베타 파이널 7위
- 2018 PUBG invitational - INTEL EXTREME MASTERS KATOWICE (IEM) 15위
- 2018 아프리카TV PUBG 리그 (APL) 시즌 1 36강 1위
- 2018 아프리카TV PUBG 리그 (APL) 시즌 1 우승
- 2018 PUBG Survival Series (PSS) 시즌 1 16위
- 2018 PUBG Survival Series (PSS) 시즌 2 6위
- 인텔&11번가 PUBG A TOUR - FINAL 8위
- 2018 PUBG Warfare Masters Pro Tour (PWM) 11위
- Battle on 11th Street PUBG A TOUR 8위
- 2018 PUBG Survival Series (PSS) 시즌 2 11위
- PUBG 코리아 리그 2018 시즌 1 준우승 (통합포인트 2위)
- 2018 PUBG Global Invitational (PGI) TPP 6위
- 2018 PUBG Global Invitational (PGI) FPP 11위

#### Gen.G (배틀그라운드)
- 2018 스타시리즈 아이리그 PUBG 시즌 2 11위
- 2018 KT 기가 인터넷 PUBG 코리아 리그 시즌 2 4위
- 2019 핫식스 PUBG 코리아 리그 페이즈 1 14위
- 2019 핫식스 PUBG 코리아 리그 페이즈 2 우승
- 2019 MET 아시아 시리즈 우승
- 2019 핫식스 PUBG 코리아 리그 페이즈 3 6위
- 2019 PUBG GLOBAL CHAMPIONSHIP 우승
- 2019 PUBG Japan Series Winter Invitational 우승
- 2020 배틀그라운드 한중 친선전 8위
- 2020 배틀그라운드 위클리 시리즈 4/5주차 연속 우승
- 2020 배틀그라운드 스매쉬 컵 시즌2 본선 10위
- 2020 PCS ASIA Charity Showdown 5위
- 2020 PCS 1 ASIA 한국대표 선발전 준우승
- 2020 PCS 1 ASIA 7위
- 2020 PCS 2 ASIA 한국대표 선발전 8위
- 2020 PCS 3 ASIA 한국대표 선발전 3위
- 2020 PCS 3 ASIA 7위
- 2021 PGI.S 3위
- 2021 PWS 페이즈 1 준우승
- 2021 PCS 4 11위
- 2021 펍지 위클리 시리즈: 동아시아 페이즈 2 우승
- 2021 PCS 5 10위
- 펍지 글로벌 챔피언십 2021 8위
- 배틀그라운드 스매쉬 컵 시즌 6 우승
- 2022 펍지 위클리 시리즈: 동아시아 페이즈 1 4위

### 발로란트
- 2021 발로란트 챌린저스 북아메리카 스테이지 1 챌린저스 1 5-6위
- 2021 발로란트 챌린저스 북아메리카 스테이지 1 챌린저스 2 7-8위
- 2021 발로란트 챌린저스 북아메리카 스테이지 1 챌린저스 3 4위
- 2021 발로란트 챔피언스 투어 마스터스 스테이지 1 북아메리카 3위
- 2021 발로란트 챌린저스 북아메리카 스테이지 3 챌린저스 1 5-6위
- 2021 발로란트 챌린저스 북아메리카 스테이지 3 챌린저스 2 5-6위

## 소속 선수

### 배틀그라운드
- 감독 : 공석
- 코치 : 공석

| 이름   | 닉네임 | 비고 |
| ------ | ------ | ---- |
| 정지훈 | Adddr  | 주장 |
| 성윤모 | Tosi   |      |
| 김해찬 | Rex    |      |
| 김민재 | Barpo  |      |

### 발로란트
- 감독: solo (강근성)
- 코치: Hsk (김해성)

| 이름   | 닉네임   | 비고 |
| ------ | -------- | ---- |
| 하현철 | Ash      |      |
| 김나라 | T3xture  |      |
| 정재성 | Foxy9    |      |
| 변상범 | Munchkin |      |
| 김원태 | Karon    |      |

## 영구 결번
| 종목             | 선수   | 아이디    | 번호 | 지정 연도 | 비고 |
| ---------------- | ------ | --------- | ---- | --------- | ---- |
| 오버워치         | 양진모 | tobi      | 4    | 2020년    |      |
| 오버워치         | 류제홍 | ryujehong | 14   | 2019년    |      |
| 리그 오브 레전드 | 박재혁 | Ruler     | 1    | 2022년    | 현역 |
| 배틀그라운드     | 고정완 | Esther    | 1    | 2022년    |      |
| 배틀그라운드     | 김인재 | EscA      | 2    | 2018년    |      |
| 배틀그라운드     | 차승훈 | Pio       | 10   | 2022년    | 현역 |